# Hands on Approach
Hands on Approach est un groupe de pop rock portugais, originaire de Setúbal. Les membres sont très influencés par des groupes anglais comme Coldplay, Blur et Oasis.

## Biographie
Au début de 1996, le chanteur Rui David joue de la guitare et chante sur une plage de l'Algarve lorsqu'un DJ de radio l'écoute ; ce dernier invite Rui à jouer en direct à son émission. Après cet évènement, et pour les trois prochaines années, le groupe joue à des concerts et festivals de musique et enregistre des démos. En 1999, PolyGram signé un contrat avec le groupe.
Le premier album du groupe, Blown, est publié en mars 1999, et est certifié disque d'or à sa sortie. Le premier single tiré de l'album s'intitule My Wonder Moon, qui reste à la première place des charts radio portugais pendant près de deux mois. Dans les années 2010, My Wonder Moon est toujours une chanson diffusée sur des radios musicales portugaises telles que M80. Le deuxième single, Silent Speech, qui a également été diffusé à la radio, est le premier morceau de l'album. Le groupe devient « révélation de la musique portugaise » en 1999 et fait une tournée intense, avec 90 concerts dans les huit mois qui suivent la sortie de l'album. Une édition brésilienne de Blown est publiée, accompagnée d'un CD supplémentaire live. 
En novembre 2000 sort leur deuxième album, Moving Spirits, qui attire beaucoup l'attention à la radio (le premier single est The Endless Road), et emmène le groupe dans une nouvelle série de concerts à travers le pays. À cette période, un autre musicien rejoint le groupe ; le compositeur et claviériste Hugo Novo. Les deux premiers albums du groupe sont enregistrés et produits par Darren Allison (Skunk Anansie, Spiritualized et The Divine Comedy).
Après quatre années d'enregistrement et de tournée, le groupe sent prêt à affronter de plus grands défis. Cela amène à des discussions avec leur label, menant le groupe à quitter Universal Music, pour passer au label indépendant Metrosonic Records. Avec le soutien et l'engagement du groupe et leur objectif de devenir un groupe international, HoA commence à travailler en octobre 2004 sur un troisième album, qui leur prend cinq mois dans la banlieue de São Paulo.
L'album Groovin' on Monster's Eye-balls sort en septembre 2005, et comprend un premier single, A Change. Après la sortie de l'album, leur deuxième single, If You Give Up, l'une des chansons les plus jouées sur les radios portugaises cette année, confirme la popularité des Hands on Approach dans la scène musicale portugaise.
En 2006, après une tournée nationale, le groupe se rend à Figueira da Foz pour enregistrer un concert acoustique qui marquera les dix ans de carrière du groupe.
Après trois ans, Hands on Approach revient avec un nouvel album, High and Above, qui comprend trois singles : High and Above, Days of Our Own et Black Tears (feat. Ana Free). Il s'ensuit une tournée en 2011. Le 27 janvier 2018, le groupe joue au Centro Cultural et au Congressos das Caldas da Rainha. 

## Membres
- Rui David - voix, guitare
- João Luis - basse
- Sergio Mendes - guitare
- João Coelho - batterie

## Discographie
- 1999 : Blown
- 2001 : Moving Spirits
- 2005 : Groovin' on Monster's Eyeballs
- 2007 : 10 Anos-Casino Figueira (album live)
- 2010 : High and Above